# Герб Бойківського району
Герб Бойківського райо́ну — офіційний символ Бойківського району Донецької області, затверджений 30 липня 2003 року рішенням № IV/10-134 сесії районної ради.

## Опис
На зеленому щиті синій хрест Антонія, облямований золотом і обтяжений ластівкою натурального кольору, супроводжуваною згори сімома золотими чотирипроменевими зірками, покладеними дугоподібно, а знизу — золотим колосом. Щит обрамлений вінком з квіток соняшника та дубового листя, перевитим синьою стрічкою з написом «Тельманівський район».